# Oleg Fedoseyev
Pour les articles homonymes, voir Fiodosseïev.
Oleg Georgiyevich Fedoseyev (en russe : Олег Георгиевич Фёдосеев), né le 4 juin 1936 à Moscou, et décédé le 14 juin 2001, est un athlète soviétique spécialiste du triple saut.

## Biographie
Le 3 mai 1959, Fedoseyev améliore le record du monde du triple saut détenu par son compatriote Oleg Rjahovsky en réalisant 16,70 m lors du meeting de Naltchik. En 1962, il remporte la médaille de bronze des Championnats d'Europe de Belgrade dominés par le Polonais Józef Szmidt, nouveau recordman du monde de la discipline depuis 1960. Lors des Jeux olympiques de 1964 à Tokyo, le Soviétique termine 2e du concours du triple saut, devancé une nouvelle fois par Schmidt.

## Palmarès
- Jeux olympiques d'été de 1964 à Tokyo :
  -  Médaille d'argent du triple saut
- Championnats d'Europe d'athlétisme 1962 à Belgrade :
  -  Médaille de bronze du triple saut